# Oskar Putz (Diener)

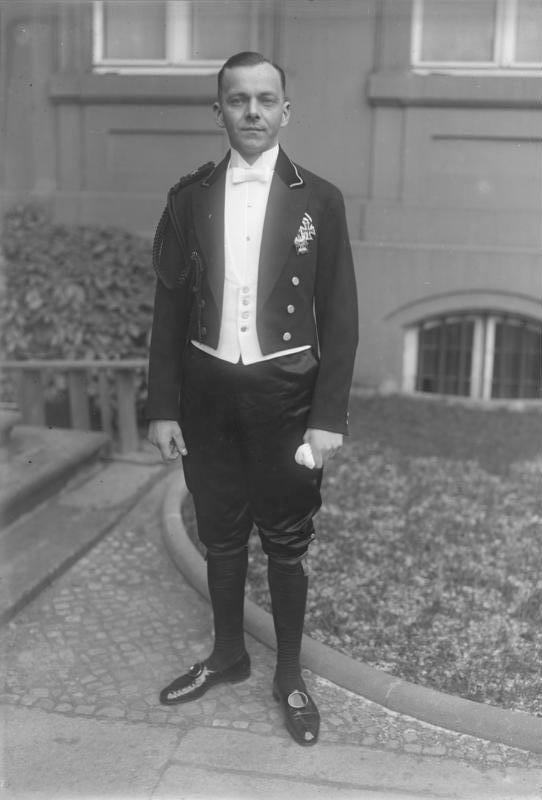
Oskar Putz (1931).

Oskar Putz (* 31. März 1894 in Neuheide, Niederschlesien; † 3. Dezember 1973 in Berlin-Schöneberg) war der Leibdiener des deutschen Reichspräsidenten Paul von Hindenburg.

## Leben und Tätigkeit
Oskar Putz nahm in seiner Jugend am Ersten Weltkrieg teil, in dem er mit dem Eisernen Kreuz ausgezeichnet wurde. Nach dem Krieg trat Putz als Kammerdiener in den Dienst des damals in Hannover als Pensionär lebenden ehemaligen Generalstabschef des Weltkrieges Paul von Hindenburg, in dessen Hannoveraner Villa er einzog, um ihm ständig zur Verfügung zu stehen. Trotz des Untergebenenverhältnisses standen beide Männer einander auch menschlich sehr nahe, was unter anderem darin zum Ausdruck kam, dass Hindenburg ihn vor seinem Tod rufen ließ, um sich persönlich von ihm zu verabschieden.
Nach der Wahl Hindenburgs zum Reichspräsidenten im Jahr 1925 zog Putz mit Hindenburg in das Berliner Reichspräsidentenpalais ein, in dem er eine kleine Wohnung bezog. Er behielt seine Stellung als Leibdiener bis zu Hindenburgs Tod am 2. August 1934 bei. Um Verwechslungen mit Hindenburgs Sohn Oskar von Hindenburg zu vermeiden, wurde Putz von Hindenburg und den übrigen Personen der Umgebung Hindenburgs im Reichspräsidentenpalais und auf Gut Neudeck kurzerhand Karl genannt. Nach dem Ableben Hindenburgs wurde Putz in den Dienst von Staatssekretär Otto Meissner übernommen.
Ein von Putz verfasstes persönliches Tagebuch, das zahlreiche Beobachtungen und Erinnerungen aus seiner Zeit als Leibdiener Hindenburgs enthält – so zum Beispiel eine Beschreibung von Hindenburgs letzten Lebenstagen in Neudeck 1934 –, ging nach seinem Tod in den Besitz von Hans-Otto Meissner über. Seit dem Tod Meissners wird das – bislang unveröffentlichte – Tagebuch als Teil von Meissners Nachlass im Bundesarchiv in Koblenz verwahrt. Der Quellenwert dieses Dokuments besteht vor allem darin, dass es eines von nur sehr wenigen Zeugnissen darstellt, die aus erster Hand über das späte Leben Hindenburgs und die Geschehnisse in der Umgebung Hindenburgs in der Spätphase der Weimarer Republik und in der Anfangszeit des Nationalsozialismus berichten.